# Château de Buis
Le château de Buis, autrefois de Buy (Boxum), est un château de Bourgogne à Chissey-en-Morvan dans le département de Saône-et-Loire, en France.
Il fait l'objet d'une inscription au titre des monuments historiques depuis le 24 juillet 1992.

## Situation
Ce château est situé sur la commune de Chissey-en-Morvan (Saône-et-Loire), sur le côté est de la D980 à 2,3 km au nord du bourg, sur l'ancienne voie romaine passant au nord-ouest du bourg et qui conduit de Autun à Sens.

## Description
Le château date dans son état actuel du 4e quart du XVIIIe siècle.

## Historique
Dans le champ situé devant le château des ruines ont été découvertes, mêlées à des couches de charbon et dans lesquelles furent trouvées des médailles mérovingiennes. Selon certains érudits[Lesquels ?] du XIXe siècle, ce site aurait été la maison de campagne de la reine Brunehaut lorsqu'elle s'est retirée à Autun ; et les ruines dateraient des Sarrasins en 731.
Sous la féodalité, cette seigneurie était une terre en toute justice, dans la mouvance de la châtellenie de Liernais. L'ancienne maison seigneuriale fut démolie en 1781 et remplacée par celle que l'on voit de nos jours. Sa haute justice, qui  comprenait Buy, La Prée, Ruisselles, Chaumien, s'exerçait à Saulieu, par emprunt de territoire, en 1732.
Ce fief appartenait au XIIIe siècle à la famille de Buy.
Geoffroy de Buy avait épousé Jeanne de Thy, dont on ne connait pas la descendance. Guillemette des Meloisses, le porta à Guy des Charnaux, lequel fit aveu en 1398. Claude des Charnaux, fille de Guillemette et de Guy, fut mariée à Jean de Clugny, fils d'Huguenin de Clugny et de Jeanne de Digoine. Ils eurent un fils, Aubert de Clugny. Hugues de Clugny fit renouveler le terrier en 1537, et de son union avec Louise de Foissy il eut un fils, Antoine de Clugny, qui donna dénombrement en 1575 et testa, en 1586, en faveur de Louise d'Andelot, son épouse, et en celle de François de Cléron, seigneur de Posanges. Ce dernier eut deux fils : Philibert de Posanges, l'aîné, acquit, le 3 juin 1619, la portion de son frère Xavier de Posanges pour la somme de 2 750 livres, payées en « or, escus doubles, pistoles d'Espaigne et aultres monnoyes ayant cours ». Il mourut en 1645, laissant de Marguerite de Cléron, son épouse, une fille du même prénom qui épousa en 1649 Frédéric de Loisey, seigneur de La Salle. Une fois veuve, Marguerite de Cléron se remaria avec François de La Coste, sieur de Versey, inhumé en 1709 à l'église paroissiale.
Marguerite de Cléron, n'ayant pas eu d'enfants de ses deux mariages, testa en faveur de Charlotte Damoseau, sa nièce, qui épousa Alexandre de La Coste le 5 novembre 1686. Leur fils Louis-François de La Coste reprit le fief après leurs décès survenus en 1737. Il épousa Jeanne-Baptiste-Claude Chifflot d'Autfort, qui mourut sans postérité. Il se remaria à Éléonore Drouas qui lui donna un fils, Jean-Jacques de La Coste. Celui-ci vendit le fief et ses annexes le 12 janvier 1772 à Claude Levite de Flacellière, conseiller du roi et procureur de la maréchaussée d'Autun, pour la somme de 92 000 livres. Ce dernier en donna le dénombrement le 4 avril 1772 et fit le bornage de sa terre du côté de Chissey. Il fut planté trente quatre bornes, portant sur un côté la lettre « B » et de l'autre la lettre « C ». Son épouse, Antoinette Mériager, lui donna deux fils : Pierre, propriétaire de Buy et des Latois ; et Étienne, qui hérita de Vaucheseuil et de Lionge, d'où il tira son surnom de Liongeau. Pierre, dont on voyait encore la tombe en 1866 dans le cimetière de Chissey, avait épousé Philippine Lévesque. Ils eurent un fils, Ferdinand-Valentin de Flacellière, qui épousa Philippine de Montrond. Il était le propriétaire du château en 1865. Ferdinand fut louvetier pour l'arrondissement d'Autun dans les années 1850 et apparait dans le recensement de cette année.[réf. nécessaire]